# Nancy Roman
Nancy Grace Roman (Nashville, Tennessee, 16 de mayo de 1925-Germantown, Maryland, 25 de diciembre de 2018) fue una astrónoma estadounidense y una de las primeras mujeres ejecutivas de la NASA, y una de las "fundadoras visionarias del programa espacial civil estadounidense". A menudo se la conoce como la "madre del Hubble" por su papel en el diseño del telescopio espacial Hubble. Fue oradora y educadora pública activa, así como una defensora de las mujeres en la ciencia.
En mayo de 2020, el administrador de la NASA, Jim Bridenstine, anunció que el Wide Field Infrared Survey Telescope se llamaría Telescopio Espacial Nancy Grace Roman en reconocimiento a sus duraderas contribuciones a la astronomía.

## Biografía
Roman nació en Nashville, Tennessee, hija de Georgia Smith Roman, profesora de música, y del geofísico Irwin Roman. Debido al trabajo de su padre, la familia se mudó a Oklahoma poco después del nacimiento de Roman. Roman y sus padres se mudaron a Houston, Nueva Jersey, y luego a Míchigan y Nevada. Después de 1955, vivió en Washington D. C.; Roman consideraba que sus padres fueron los principales responsables de su interés por la ciencia. Fuera de su trabajo, Roman asistía a conferencias y conciertos y tuvo un papel muy activo en la Asociación Estadounidense de Mujeres Universitarias.
Cuando Roman tenía once años, demostró su interés por la astronomía organizando un club de astronomía entre sus compañeras de clase en Nevada. Ella y sus compañeros de clase se juntaban una vez a la semana y estudiaban libros que trataban sobre las constelaciones. Aunque desalentada por quienes la rodeaban, Roman se dio cuenta en la escuela media que quería dedicarse a su pasión, la astronomía. Asistió a Western High School en Baltimore, donde participó en un programa acelerado y se graduó en tres años.
Roman asistió al Swarthmore College en 1946, donde se licenció en astronomía. Mientras estudiaba allí, trabajó en el Observatorio Sproul. Después de esto, se doctoró en el mismo campo, por la Universidad de Chicago en 1949. Se quedó en la universidad durante seis años más trabajando en el Observatorio Yerkes, a veces viajando al Observatorio McDonald en Texas para trabajar como asociada de investigación. con W.W. Morgan. El puesto de investigación no era permanente, por lo que Roman se convirtió en instructora y después en profesora ayudante.
Roman finalmente dejó su trabajo en la universidad debido a las dificultades que tenía una mujer en ese momento para obtener un puesto de investigación. Roman continuó involucrada con sus almas mater mientras trabajaba en la Junta de Directiva del Swarthmore College de 1980 a 1988.

## Trabajo profesional
Mientras trabajaba en el Observatorio Yerkes de la Universidad de Chicago, Roman observó la estrella AG Draconis y descubrió por casualidad que su espectro de emisión había cambiado por completo desde observaciones anteriores. Más tarde se refirió a la publicación de ese descubrimiento como un golpe de suerte que elevó sustancialmente su perfil dentro de la comunidad astronómica, contribuyendo a la progresión de su carrera.
Después de dejar la Universidad de Chicago, Roman fue al Laboratorio de Investigación Naval e ingresó en el programa de radioastronomía. El trabajo de Roman en este laboratorio incluyó el uso de espectros de fuentes de radio no térmicas y la realización de trabajos en geodesia. En este programa, se convirtió en la jefa de la sección de espectroscopía de microondas.

### NASA

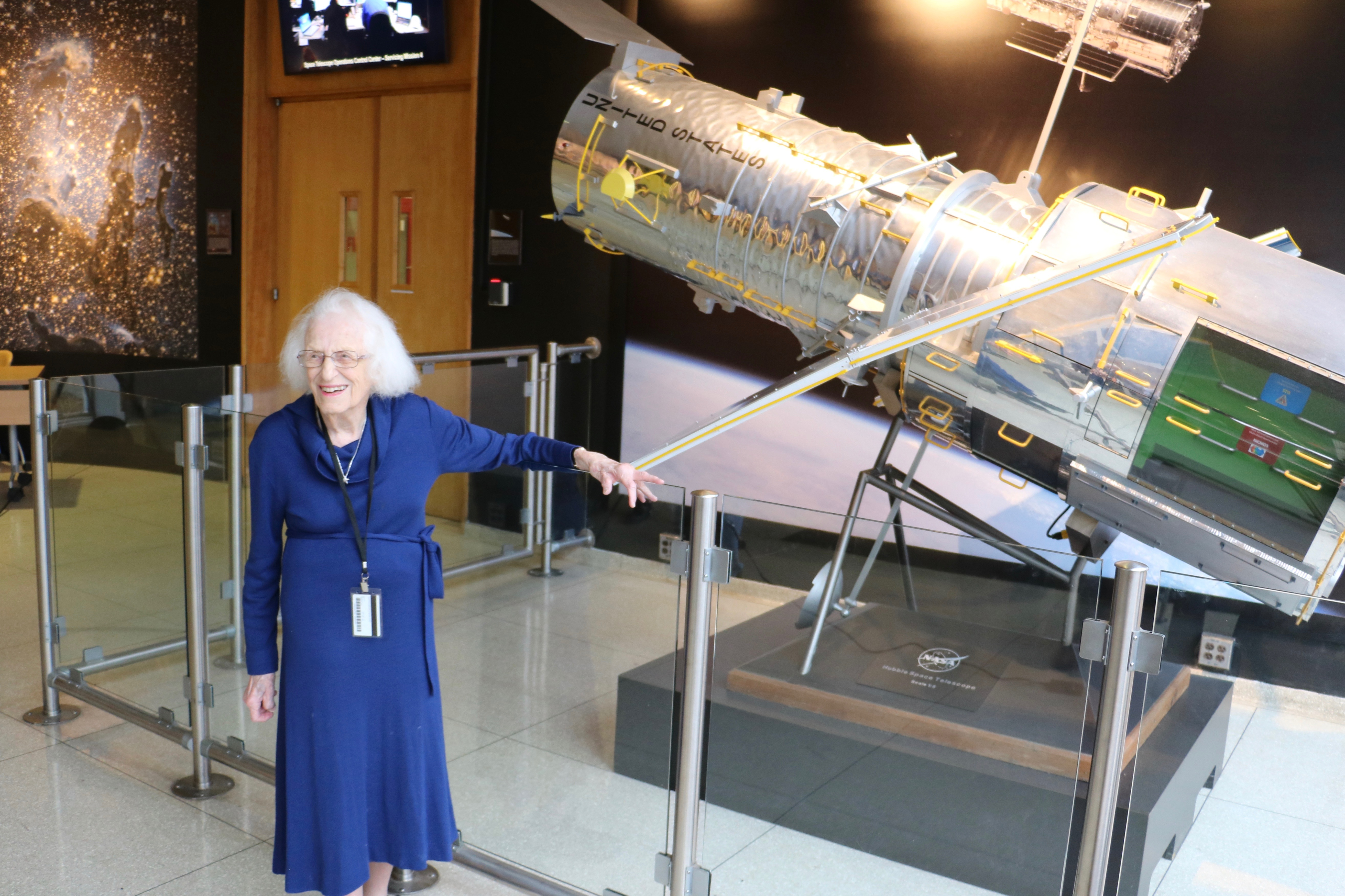
Nancy Roman con un modelo escala del Telescopio espacial Hubble

En una conferencia de Harold Urey, Jack Clark se acercó a Roman y le preguntó si conocía a alguien interesado en crear un programa de astronomía espacial en la NASA. Ella lo interpretó como una invitación para presentarse al puesto, y fue quien lo obtuvo finalmente. Roman fue la primera jefa de Astronomía en la Oficina de Ciencia Espacial de la NASA, diseñando el programa inicial y siendo la primera mujer en ocupar un puesto ejecutivo en la agencia espacial. Parte de su trabajo fue viajar por el país y hablar en los departamentos de astronomía, dando a conocer el programa que estaba en desarrollo. Roman también intentaba descubrir qué querían otros astrónomos y convencerles de las ventajas de observar desde el espacio. Fue jefa de astronomía y física solar en la NASA desde 1961 hasta 1963. Ocupó diversos cargos en la NASA, incluido el de jefa de Astronomía y Relatividad.
Durante su periodo en la NASA, Roman desarrolló y presupuestó varios programas y organizó su participación científica. Estuvo involucrada en el lanzamiento de tres observatorios solares en órbita y tres satélites astronómicos pequeños. Estos satélites usaban tecnología de radiación ultravioleta y de rayos X para observar el sol, el espacio y el cielo. También supervisó los lanzamientos de otros Observatorios Astronómicos Orbitales que usaban mediciones ópticas y ultravioletas, trabajando con Dixon Ashworth. Sus otros lanzamientos incluyen cuatro satélites geodésicos. También realizó la planificación para otros programas más pequeños como el Programa de Rocket Astronomy, Observatorios de Astronomía de Alta Energía, la sonda Scout para medir el desplazamiento al rojo de la gravedad relativista y otros experimentos en Spacelab, Gemini, Apolo y Skylab. Roman trabajó con Jack Holtz, también, en el Pequeño Satélite Astronómico (SAS-2) y con Don Burrowbridge en el Telescopio Espacial.
El último programa en el que estuvo muy involucrada y para el que creó su comité fue el telescopio espacial Hubble. Roman estuvo muy involucrada en su primera planificación y específicamente en el establecimiento de la estructura del programa. Debido a su contribución, a menudo se le llama la "Madre del Hubble". El actual astrónomo jefe de la NASA, que trabajó con Roman en la agencia, la llama "la madre del Telescopio Espacial Hubble". "Lo cual a menudo se olvida por nuestra generación más joven de astrónomos que hacen su carrera utilizando el Telescopio Espacial Hubble", dice Ed Weiler. "Lamentablemente, la historia ha olvidado mucho en la era de Internet de hoy, pero fue Nancy [Roman] en los viejos tiempos antes de Internet y antes de Google y del correo electrónico y todo eso, quien realmente ayudó a vender el Telescopio Espacial Hubble, organizó a los astrónomos, y quien finalmente convenció al Congreso para que lo financiara".
Después de trabajar para la NASA durante veintiún años, continuó, hasta 1997, su trabajo para los contratistas que respaldaban el Centro de Vuelo Espacial Goddard. Roman también fue consultora de ORI, Inc. desde 1980 a 1988.

### Como mujer de ciencia
Roman se enfrentó a los problemas que conllevaba ser una mujer de ciencias a mediados del siglo XX como la mayoría de las demás mujeres. Las personas de su alrededor intentaron disuadirla de que se dedicara a la astronomía y fue una de las pocas mujeres en la NASA en el momento, siendo la única mujer con un puesto ejecutivo.  Asistió a cursos denominados "Mujeres en la gestión" en Míchigan y en Penn State para aprender sobre los problemas que conlleva ser una mujer en un puesto de gestión. Sin embargo, Roman declaró en una entrevista en 1980 que los cursos eran insatisfactorios y abordaban los intereses de las mujeres más que los problemas de las mujeres.

## Obras
Una de las primeras publicaciones de Nancy Roman fue en 1955, después de su trabajo en los Observatorios Yerkes y McDonald, en el Astrophysical Journal: Supplemental Series y fue un catálogo de estrellas de alta velocidad. Documentó nuevos "tipos espectrales de magnitudes y colores fotoeléctricos y paralaje espectroscópicos para aproximadamente 600 estrellas de alta velocidad". Más tarde, en 1959, Roman escribió un artículo sobre la detección de planetas extraterrestres. Roman también descubrió que las estrellas hechas de hidrógeno y helio se mueven más rápido que las estrellas compuestas por otros elementos más pesados. Uno de sus otros descubrimientos fue darse cuenta de que no todas las estrellas comunes tenían la misma edad. Esto se demostró al comparar las líneas de hidrógeno de los espectros de baja dispersión en las estrellas. Notó que las estrellas con las líneas más fuertes se movían más cerca del centro de la Vía Láctea y las otras se movían en patrones más elípticos fuera del plano de la galaxia. También investigó y publicó sobre temas de localización de las constelaciones desde su posición 1875.0 explicando cómo lo descubrió  y publicó un artículo sobre el grupo de la Osa Mayor para su tesis.

## Premios y reconocimientos
- Premio federal de la mujer en 1962
- Una de los 100 jóvenes más importantes de la revista de Life - 1962
- Medalla a los logros científicos excepcionales NASA-1969.
- William Randolph Lovelace II, Asociación Americana de Astronautas -1980
- Doctorados honoríficos de Russell Sage College, la Universidad de Capote, el Bates College y el Swarthmore College
- El asteroide 2516 Roman está nombrado en su honor
- La Beca de Tecnología Nancy Grace Roman en Astrofísica, de la NASA ha sido nombrada en su honor.[26]
- En 2017, salió a la venta la caja de LEGO "Mujeres de la NASA" que incluía (entre otras cosas) mini-figuras de Roman, Margaret Hamilton, Mae Jemison, y Sally Ride[27]
- NASA cambia el nombre del futuro telescopio WFIRST (Wide Field Infrared Survey Telescope - Telescopio de Sondeo Infrarrojo de Campo Amplio) por el de Telescopio Espacial Roman.[28]

## Otras lecturas
Shearer, Benjamin F. (1997). Notable women in the physical sciences : a biographical dictionary (1. publ. edición). Westport, Conn. [u.a.]: Greenwood Press. ISBN 0313293031. : un diccionario biográfico (1. publ. ed.). Westport, Conn. [u.Un.]:   